# Ağdaş Rayonu
Ağdaş Rayonu är ett distrikt i Azerbajdzjan. Det ligger i den centrala delen av landet, 210 kilometer väster om huvudstaden Baku. Antalet invånare är 98 600. Arean är 1 050 kvadratkilometer.
Terrängen i Ağdaş Rayonu är platt åt sydväst, men åt nordost är den kuperad.
Följande samhällen finns i Ağdaş Rayonu:
- Ağdaş
- Orta-Lyaki
- Ashagy Lyaki
- Qarağan Şıxlar
- Xosrov
- Abad
- Yuxarı Qəsil
- Shamsabad
- Birinci Aral
- Dekhne-Khalil
- Gyuvekend
- Piraza
- Məşəd
- Cardam
- Mursal
- Qulbəndə
- Tofiqi
- Nekhrakhalil
- Kükəl
- Ashagy Zeynaddin
- Emirarkh
- Qoşaqovaq
- Kotanarx
- Gyushyun
- Eymur
- Kotavan
- Arabodzhagy
- Binelyar
- Qarasuqumlaq
- Korarx
- Piragir
- Xınaxlı
- Türyançay

Trakten runt Ağdaş Rayonu består till största delen av jordbruksmark. Runt Ağdaş Rayonu är det ganska tätbefolkat, med 90 invånare per kvadratkilometer.